# Semursai járás
A Semursai járás (oroszul Шемуршинский район, csuvas nyelven Шăмăршă районĕ) Oroszország egyik járása Csuvasföldön. Székhelye Semursa.

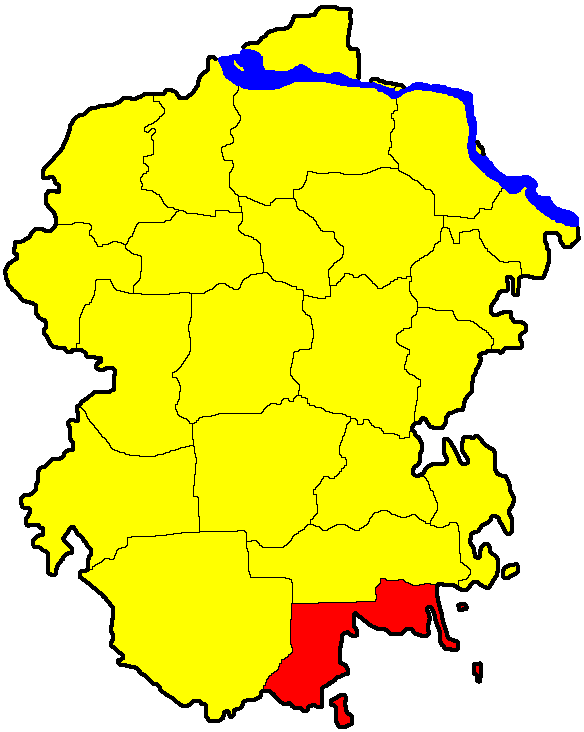
A Semursai járás Csuvasföldön

## Népesség
- 2002-ben 16 588 lakosa volt, melynek 78%-a csuvas, 11%-a tatár, 6,9%-a orosz.
- 2010-ben 14 761 lakosa volt.